# Aquaman
Aquaman est un super-héros appartenant à l'univers de DC Comics, et le héros de la série du même nom. Il a été créé par Paul Norris et Mort Weisinger dans More Fun Comics no 73 publié en 1941.

## Biographie fictive
Il est le roi d'Atlantis, de la cité sous-marine. Sa véritable identité était Arthur Curry avant Crisis on Infinite Earths. Plusieurs personnes de la famille Curry porteront le nom d'Aquaman (Arthur Curry, Arthur Joseph Curry).
Les autres membres de la famille d'Aquaman sont : Atlan the Loner, Atlanna, Aqualad, Aquagirl (Tula et Lorena Marquez), Ocean Master (Orm Marius), Mera, Aquababy (Arthur Curry III), Koryak, Phillip Curry, Elaine Curry, Tom Curry, etc.
Aquaman est le fils d'un puissant magicien du nom d'Atlan, qui charma Atlanna, reine d'Atlantis, avec sa magie. Elle donna naissance à un garçon blond qu'elle baptisa Orin. Celui-ci est abandonné sur le récif de la miséricorde, de peur qu'un jour il ne devienne mauvais car les cheveux blonds étaient un signe de mauvais augure. Mais quand l'eau se retire du récif, le bébé n'est pas mort : il a miraculeusement survécu.
Il s'avère en effet qu'il peut respirer avec autant d'aisance sur Terre que sous l'eau. Il est recueilli par un groupe de dauphins et adopté par une femelle nommée Porm. Elle l'appelle Swimmer et l'aide à grandir dans le monde hostile de l'océan Atlantique.
Devenu un adolescent, Swimmer s'en retourne vers le rivage. Un jour, il fait la rencontre d'un gardien de phare solitaire, Arthur Curry. L'homme devient comme un père pour lui, il lui fait découvrir les merveilles du monde et lui apprend l'anglais. Leur vie paisible est brutalement détruite lorsque Curry est attaqué par des guerriers atlantes. Il les combat et place l'enfant en lieu sûr, mais il le paie de sa vie. Avant de mourir, il lui transmet son nom. Dès lors, Swimmer portera fièrement le nom d'Arthur Curry.
Arthur sait maintenant qu'il existe d'autres humains comme lui qui peuplent la mer et décide de les retrouver. Sa quête l'emmène d'abord en Alaska, où il tombe amoureux d'une jeune Inuit appelée Kako. Leur liaison passionnée irrite profondément le cousin de Kako, Orm Marius, qui est tellement jaloux qu'il attaque sauvagement la jeune femme. Elle se rétablit mais la famille chasse Arthur. Seul et sans foyer, il redouble d'efforts pour rechercher les siens. Finalement, il retrouve par hasard l'Atlantide.
Son retour au royaume n'a pourtant rien de joyeux. La junte qui gouverne le continent le fait prisonnier. Vêtu de l'uniforme orange et vert des détenus, il est enfermé pendant de longues années. Il aurait très bien pu s'évader, car sa force surhumaine le lui aurait permis, mais il veut à tout prix retrouver sa mère, qui est elle aussi enfermée quelque part. Il conserve un souvenir vague de son visage, mais il sait que si jamais il la voit, il la reconnaîtra. Il parvient à la localiser et se fait aider par un autre prisonnier, Vulko, pour apprendre l'atlante et pouvoir ainsi communiquer avec sa mère. Malheureusement, elle meurt avant qu'ils n'aient l'occasion de se parler. Furieux, Arthur s'enfuit aussi loin que possible de l'Atlantide.
Les années passent, Arthur s'isole de plus en plus, coupant tout contact aussi bien avec l'Atlantide qu'avec la terre ferme. Il perfectionne ses dons de télépathie qui lui permettent de se faire obéir des créatures marines. Ainsi, lorsque le super-héros « Flash » traque Trickster jusque dans la mer, Arthur ne se déplace pour voir ce qui se passe qu'avec réticence.
Les habitants de la surface prennent son uniforme de prisonnier pour un costume de super-héros et croient que le symbole atlante qui figure sur sa ceinture est un « A ». Ainsi, après qu'il eut aidé « Flash » à vaincre Trickster, il était inévitable que les médias clament l'émergence d'un nouveau justicier méta-humain : Aquaman. Arthur s'habitue à son nouveau rôle comme un poisson dans l'eau. Il se sert de ses pouvoirs pour protéger les océans et lutter contre des vilains tels que Black Manta. Quand Arthur revient en Atlantide, il est un autre homme. Il est accueilli en héros et non plus en paria. L'Atlantide également a changé.
L'évasion d'Aquaman a engendré une révolution. Un nouveau gouvernement, au sein duquel figure l'ami d'Arthur, Vulko, a remplacé l'ancien régime. Lors de l'une de ses visites à Poséidonis, Aquaman apprend que sa mère a été pendant un temps reine d'Atlantide. Ainsi, quand le rôle de roi lui est confié, il l'accepte en hommage à sa mémoire.
Il est un membre habituel de la Ligue de justice d'Amérique.
Dans la version originelle, où il est membre de la Ligue de justice d'Amérique, ainsi que la série animée La Ligue des justiciers, il est représenté comme un roi respecté et respectable, juste, loyal, un peu arrogant mais ce dernier trait n'est en fait que le mépris qu'il a plus ou moins pour les habitants de la surface. Il est aussi très digne, doté d'une profonde noblesse d'âme, fait preuve d'une bravoure certaine et a le sens du sacrifice (dans la série animée, il n'hésite pas à couper sa main pour sauver la vie de son fils). Tandis que dans Batman : L'Alliance des héros, il est vu plutôt comme un roi brave, téméraire, orgueilleux, bagarreur (lors de vacances en famille, il ne peut s'empêcher de participer à des arrestations de malfaiteurs sinon il s'ennuie) et se voit comme le plus grand des super-héros, imaginant le nom qu'il pourrait donner à l'aventure qu'il vient de vivre si celle-ci devait être publiée.

## Pouvoirs et capacités
Aquaman possède une large palette de pouvoirs qui font de lui un des meilleurs super héros de DC Comics.
En effet, il possède une force, une résistance et une agilité surhumaines, est capable de faire des sauts de plusieurs centaines de mètres, il peut vivre sous l'eau et se déplacer à très grande vitesse dans celle-ci, il commande et communique par télépathie aux animaux marins, il est capable grâce à ses sens surhumains de voir dans les profondeurs des abysses comme en plein jour.
À tous ces pouvoirs s'ajoute son trident magique, offert par Poséidon, qui lui permet de maîtriser les éléments comme la glace, la foudre ou encore le vent et de se téléporter.

### The New 52
Avec la reprise de la licence DC par Urban Comics en 2012, la nouvelle série issue des News 52 (Aquaman Vol 7, #52, 2011-2016) est éditée en France :
- Aquaman 1 : Peur abyssale (septembre 2012) contient Aquaman n°1-6,  (ISBN 978-2-3657-7072-9) .
- Aquaman 2 : L'autre Ligue (juillet 2013) contient Aquaman n°7-13.0,  (ISBN 978-2-3657-7279-2) .
- Aquaman 3 : La mort du roi (juin 2014) contient Aquaman n°17-19, n°21-25 et n°23.2,  (ISBN 978-2-3657-7354-6) .
- Aquaman 4 : Tempête en eau trouble  (février 2015) contient Aquaman n°26-31 + Aquaman Annual n°2 + Swamp Thing n°32,  (ISBN 978-2-3657-7434-5) .
- Aquaman 5 : Maelström (septembre 2015) contient Aquaman n°32-40 + Secret Origins n°2 et n°5,  (ISBN 978-2-3657-7660-8) .

### DC Rebirth
Une nouvelle série est lancée à la suite du relaunch DC Rebirth : Aquaman vol. 8, n°36, 2016-en cours 
- Aquaman 1 : Inondation (janvier 2018) contient Aquaman Rebirth n°1 et Aquaman n°1-11,  (ISBN 979-1-0268-1263-0) .
- Aquaman 2 : Le Déluge (juin 2018) contient Aquaman n°12-24,  (ISBN 979-1-0268-1342-2) .
- Aquaman 3 : Underworld (août 2018) contient Aquaman n°25-30,  (ISBN 979-1-0268-1346-0) .
- Aquaman 4 (novembre 2018) contient Aquaman n°31-33 + Annual n°1,  (ISBN 979-1-0268-1371-2) .

## Apparitions dans d'autres médias

### Télévision
- 1967-1969  : Aquaman, série d'animation de Hal Sutherland en 36 épisodes de 30 minutes, diffusée sur CBS.
- début des années 2000 :  Aquaman  apparaît dans la série animée Bob l'éponge sous le nom de l'Homme-Sirène.
- 2001 : La Ligue des justiciers (VO : Scott Rummell ; VF : Olivier Cordina et Jean-Louis Rugarli).
- 2005 : dans la deuxième saison d’Entourage (série relatant la vie d'un acteur fictif), Vincent Chase tient le rôle principal du film Aquaman, alors dirigé par James Cameron. Vincent refuse ensuite de reprendre le rôle pour la suite, et le rôle d'Aquaman est repris par Jake Gyllenhaal.
- 2005 - 2011 : Aquaman apparaît dans la série télévisée Smallville à partir de la saison 5. Il est joué par Alan Ritchson.
- 2006 : créée par Alfred Gough et Miles Millar, la série Aquaman est annulée (seul le pilote de 42 minutes de la série est diffusé sur Internet et sur The CW Television Network). Elle devait raconter et retracer la vie d'Aquaman. Justin Hartley, qui incarnait Green Arrow dans Smallville, y incarne le super-héros.
- 2008 : Robot Chicken (VO : Seth Green et Seth MacFarlane) - 4 épisodes.
- 2008 : Batman : L'Alliance des héros (VO : John DiMaggio et VF : Michel Vigné).
- 2001 - 2013 : South Park : Seaman, inspiré d'Aquaman, est un personnage récurrent de la série, en tant que membre des « Super Meilleurs Potes ». Il tient le rôle de la tête de turc du groupe, d'une part du fait qu'il ne représente aucune religion, au contraire de tous ses camarades, et d'autre part à cause de ses pouvoirs, grâce auxquels il peut trouver de l'eau sous l'océan. Il est régulièrement moqué par les autres Super Meilleurs Potes, qui tordent son nom en « Slipman » (« Semen » dans la version originale). Il est toujours accompagné de son fidèle compagnon, un oiseau du nom de « Swallow » (« Turlutte » en version française, « swallow » signifiant en français « avale »).
- 2010-en cours : Aquaman apparaît dans la série La Ligue des justiciers : Nouvelle Génération (VO : Phil LaMarr et VF : Michel Vigné). Il est membre de la Ligue de justice et mentor de Kaldur'ahm et de Lagoon Boy. Dans la saison 3, il laisse son costume d'Aquaman à Kaldur. Dans cette série, il est marié à Mera et père d'un petit garçon.
- 2014 : Flash : mentionné durant le pilote.

### Univers cinématographique DC

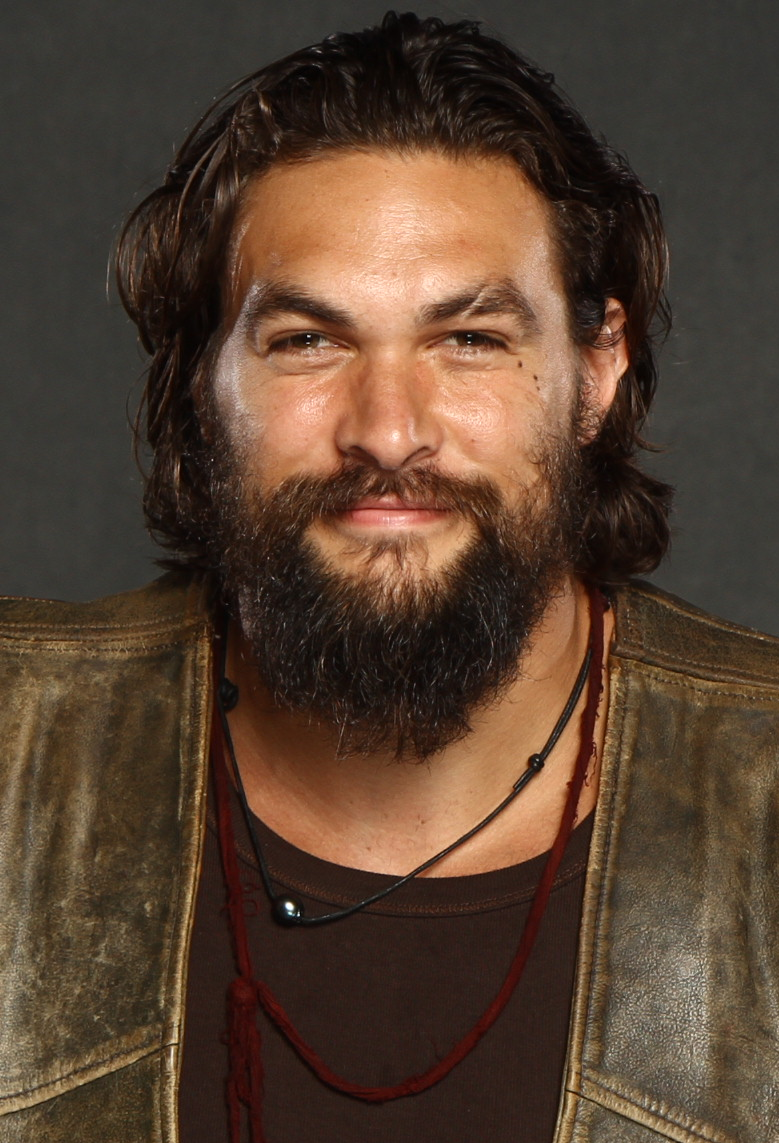
Jason Momoa, ici en 2014, interprète le personnage dans l'univers cinématographique DC

Aquaman est interprété par Jason Momoa dans l'univers cinématographique DC :
- 2016 : Batman v Superman : L'Aube de la justice réalisé par Zack Snyder
- 2017 : Justice League réalisé par Joss Whedon
- 2018 : Aquaman réalisé par James Wan
- 2021 : Zack Snyder's Justice League réalisé par Zack Snyder
- 2022 : Peacemaker (saison 1 épisode 8)
- 2023 : The Flash réalisé par Andrés Muschietti
- 2023 : Aquaman et le Royaume perdu réalisé par James Wan

### Films d'animation
- 2008 : Justice League: The New Frontier, voix d'Alan Ritchson (VF :Michel Vigné)
- 2013 : La Ligue des justiciers : Le Paradoxe Flashpoint, voix de Cary Elwes (VF :Michel Vigné)
- 2015 : La Ligue des justiciers : Le Trône de l'Atlantide, voix de Matt Lanter (VF : Tanguy Goasdoue)
- 2017 : Justice League Dark (apparition muette)[réf. nécessaire]
- 2018 : Scooby-Doo et Batman : L'Alliance des héros (Jake Castorena, 2018) avec John DiMaggio (VF : Michel Vigné)
- 2018 : Lego DC Comics Super Heroes: Aquaman: Danger au Royaume de l'Atlantide avec Dee Bradley Baker
- 2018 : Teen Titans Go! to the Movies avec Eric Bauza
- 2018 : La Mort de Superman avec Matt Lanter (VF : Cédric Dumond)
- 2020 : Justice League Dark: Apokolips War
- 2021 : Injustice (film)

### Jeux vidéo
- 2003 : Aquaman: Battle for Atlantis
- 2010 : DC Universe Online
- 2012 : Lego Batman 2: DC Super Heroes
- 2013 : Injustice : Les dieux sont parmi nous
- 2014 : Lego Batman 3 : Au-delà de Gotham
- 2017 : Injustice 2
- 2018 : Lego DC Super-Villains